# UK Garage
UK Garage (também conhecido como UKG, 4x4, ou simplesmente Garage) é um gênero de música eletrônica/dance music proveniente do Reino Unido em meados dos anos 1990.

## História
UK Garage é um descendente de House music de Chicago e Nova York. Geralmente apresenta um distinto ritmo 4 por 4 sincopado de percussão e tempo mais acelerado que seu antepassado o House, motivo pelo qual também era denominado em sua origem de "Speed Garage". As músicas do Garage também apresentam geralmente amostras vocais e samplers, completando a estrutura de base rítmica.
O UK Garage foi em grande parte influenciado por outros estilos de música e de produção em meados da década de 2000, notadamente o hip hop e música urbana, sendo muitas vezes chamado de "Brit Hop" ou "Hip Hop britânico". Ela também gerou várias ramificações, sendo as principais o Grime, Dubstep e Bassline.
Segundo o pesquisador musical Simon Reynolds o UK Garage faz parte de uma cena maior, denominada por ele de Hardcore Continuum, ao escrever artigos sobre a musica eletrônica britânica, em 1999, ele notou que seus textos faziam parte de uma ideia maior, um contínuo musical que emergia da cena Rave britânica na época.